# La cruz (película de 1998)
La cruz es una película de Argentina filmada en colores dirigida por Alejandro Agresti sobre su propio guion que se estrenó el 11 de junio de 1998 y que tuvo como actores principales a Norman Briski, Mirta Busnelli, Carlos Roffe y Laura Melillo.

## Sinopsis
Un hombre abandonado por su mujer que, con sus dos hijas pequeñas, se fue a vivir con un famoso artista plástico intenta vengarse humillando a este frente a su mujer.

## Reparto
- Norman Briski
- Mirta Busnelli
- Carlos Roffe
- Laura Melillo
- Harry Havilio
- Silvana Silveri
- Sebastián Polonsky
- Silvana Ramírez
- Pascual Condito…Barman
- Cristian Minzer …Extra

## Comentarios
Sergio Wolf en Perfil escribió:

«El estilo semidocumental….no solo parece injustificado o un mero gesto en sí mismo, sino una concesión a los afanes y devaneos de Brisky, actor argentino  que ostenta un ruinoso récord: el de producir mayor número de tics y morisquetas por segundo»

Paraná Sendrós en Ámbito Financiero escribió:

«Para los seguidores de Agresti. La habilidad de hacer un cine ágil, vigoroso y nerviosamente vinculado a la realidad cotidiana.»

Alejandro Ricagno en El Amante del Cine  escribió:

«Agresti patea el tablero, como si no quisiera llevar para siempre la cruz de ser el realizador de obras ambiciosas y acaso geniales, por lo que vuelve sobre un género casi bastardo y menor…Pero no puede con su genio y el divertimento se le convierte en otra cosa.»

Guillermo Ravaschino en Cineismo escribió:

«En rigor, los diálogos no parecen haber sido escritos, sino improvisados sobre la marcha a partir de un par de orientaciones generales previas al rodaje de cada escena.